# 実力養成・中学生講座
実力養成・中学生講座（じつりょくようせいちゅうがくせいこうざ）は、山形放送（YBCラジオ）で放送されている教育番組。
提供は山形新聞社の一社提供。

## 概要
山形新聞に掲載されている「実力養成・中学生講座」の解説を山形県家庭教師協会の講師が行っている。
放送時間は月曜 - 金曜の21:45 - 22:00までの15分（1980年代から2013年3月29日までは5:15 - 5:30、それ以前は6:00 - 6:15まで放送されていた）。
1954年9月頃には既に放送されており、かなりの長寿番組となっている。
なお、かつての表記は「中学生実力養成講座」（ちゅうがくせいじつりょくようせいこうざ）であった。
また、かつてこの「実力養成・中学生講座」の問題をもとにした「山新テスト」（やましんテスト）というものが存在した。
このテストは中学3年生を対象に年2回開催され、県内のほぼ全ての中学生が受験していたため、県内での順位、志望校内順位などが把握できることから、進路決定の重要な資料とされていた。しかし、業者テストに対する批判行動が全国各地で起き、山新テストは中止された。

## 備考
山形県公立高校試験日から4月中旬までの期間や、新聞休刊日の場合は、講座を行わず音楽を流したり直近の放送の再放送を行う編成となっている。
2008年10月から2013年3月までは月曜 - 金曜 21:30 - 21:45から同日5:15からの放送の再放送を行っていた。